# Room 8
Mèo Room 8 (1947 - 1968) là một con mèo hàng xóm lang thang vào một lớp học vào năm 1952 tại Trường tiểu học Elysian Heights ở Công viên Echo, California. Nó sống trong trường trong năm học và sau đó biến mất vào mùa hè, trở lại khi các lớp học bắt đầu lại. Các việc này cứ lặp đi lặp lại mà không bị gián đoạn cho đến giữa những năm 1960.
Máy ảnh tin tức sẽ đến trường vào đầu năm để chờ con mèo trở về; nó trở nên nổi tiếng và nhận được tới 100 bức thư mỗi ngày gửi cho đến cho nó tại trường. Cuối cùng, Room 8 được xuất hiện trong một bộ phim tài liệu có tên Big Cat, Little Cat và một cuốn sách dành cho trẻ em, A Cat Called Room 8. Tạp chí Look đã đăng một bài về Room 8 của nhiếp ảnh gia Richard Hewett vào tháng 11 năm 1962, với tựa đề "Room 8: Mèo Trường Học". Leo Kottke đã viết một nhạc cụ gọi là "Room 8" nằm trong album năm 1971 của anh ấy, Mudlark.
Khi Room 8 già đi và bị thương trong một cuộc chiến mèo và bị viêm phổi, vì vậy một gia đình gần trường đã tình nguyện đưa nó vào trường. Người gác cổng của trường sẽ tìm Room 8 vào cuối ngày học và mang nó qua đường.
Cáo phó của Room 8 trên tờ Los Angeles Times cạnh tranh với các nhân vật chính trị lớn, chạy ba cột với một bức ảnh. Con mèo nổi tiếng đến nỗi cáo phó của nó chạy trên các báo chí xa như Hartford, Connecticut. Các học sinh đã gây quỹ cho bia mộ của Room 8. Room 8 được chôn cất tại Công viên tưởng niệm thú cưng Los Angeles ở Calabasas, California.
Trường tiểu học Elysian Heights có một bức tranh tường ở bên ngoài trường có Room 8, và các giáo viên đọc sách nói về nó cho mỗi lớp mới. Các bản in dấu chân của Room 8 trở nên bất tử bằng xi măng trên vỉa hè bên ngoài trường học.
Năm 1972, một nơi trú ẩn dành cho mèo đã được khai trương với tên gọi là The Room 8 Memorial Foundation.